# Václav Neužil
Václav Neužil (ur. 4 października 1979 w Pilźnie) – czeski aktor teatralny, filmowy i telewizyjny.

## Życiorys
Ukończył Janáček  Academy of Music and Performing Arts. W latach 2004–2005 pracował w Teatrze Narodowym w Brnie. Od 2006 jest członkiem Teatru Dejvice. Brał udział w licznych produkcjach filmowych i telewizyjnych.

## Role teatralne

### Činoherní klub 2002
- Akas – Molière: Misantrop

### Divadlo Polárka, Brno 2002-2004
- Princ Ferdinand – Robert Louis Stevenson: Klub sebevrahů
- Chlestakov – Nikolaj Vasiljevič Gogol: Revizor
- New York, Evropa, Mlha... – Bertolt Brecht: Přelet přes oceán

### Národní divadlo Brno 2004-2005
- Giles Rolston – Agatha Christie: Past na myši
- Adam Geist – Dey Loher: Adam Geist
- Jeremias – Franz Kafka: Zámek

### HaDivadlo 2005-2006
- Müller – Urs Widmer: Top Dogs,
- Albert Gregor – Karel Čapek: Věc Makropulos
- J. K. Toole – John Kennedy Toole: Ignácův vzestup
- Básník, Gorbuškin, Lenin... – Arnošt Goldflam: Ruská ruleta

### Dejvické divadlo
- 2006 Ota – Johann Wolfgang Goethe: Spříznění volbou
- 2007 Paul – Doyle Doubt: Černá díra
- 2008 Gaňa – Fjodor Michajlovič Dostojevskij, Miroslav Krobot: Idiot
- 2008 Maestro Memory, Cesťák, Policista, Profesor Jordan, Inspektor, Uvaděč, Padouch, Paní McGarrigleová – John Buchan a Alfred Hitchcock: 39 stupňů
- 2008 Rosencrantz – William Shakespeare: Hamlet
- 2009 Michael – Dennis Kelly: Debris
- 2009 Jiří – David Jařab: Hlasy
- 2010 Hudebník, Policista, Násilník – Aki Kaurismäki: Muž bez minulosti
- 2010 Mugsy – Patrick Marber: Dealer’s Choice
- 2011 Bradley – Karel František Tománek: Wanted Welzl
- 2012 Boab – Irvine Welsh: Ucpanej systém
- 2012 Pavel – Petr Zelenka: Dabing Street
- 2013 Semjon Medvěděnko – Anton Pavlovič Čechov: Racek
- 2014 Max Brod – Karel František Tománek: KAFKA ´24, režie: Jan Mikulášek
- 2016 Daniel Doubt: Vzkříšení[1]
- 2017 Miroslav Krobot, Lubomír Smékal: Honey, společný projekt Dejvického divadla a Cirku La Putyka, režie: Miroslav Krobot, premiéra: 12. listopad 2017[2][3]

## Filmografia
- 2011: Ukochany
- 2012: W cieniu
- 2014: Anioły dnia powszedniego
- 2015: Siedmiu zaklętych braci
- 2015: Fotograf
- 2016: Anthropoid
- 2019: Uczeń zegarmistrza
- 2021: Zátopek jako Emil Zátopek